# Bolero ranchero
El bolero ranchero es un género musical mexicano, fruto de la hibridación del bolero de Cuba con la canción ranchera mexicana. Su creación se atribuye al cantante y compositor Rubén Fuentes, nacido en Ciudad Guzmán, en el estado mexicano de Jalisco. Entre sus intérpretes más destacados se encuentran Pedro Infante, Jorge Valente, Amalia Mendoza, Flor Silvestre, Javier Solís y Helenita Vargas, entre otros.
Su apogeo se dio en la década de los años 60, y destaca la figura de Javier Solís, quien a la postre se convertiría en el intérprete más popular y destacado de este género a nivel continental y mundial, por lo que se le denominó como el “Rey del bolero ranchero”.
Nacido a mediados del siglo XX, continúa siendo uno de los géneros más populares de la música mexicana en todo el mundo. 
Su versatilidad ha permitido conversiones de otros géneros como tango, bolero, balada, vals peruano y otros géneros latinoamericanos, así como europeos. Su interpretación  se sustenta fundamentalmente en guitarras, vihuelas, guitarrón, violines y trompetas.[cita requerida]
Algunos ejemplos de canciones interpretadas en forma de bolero ranchero son:
- Cien años (Rubén Fuentes y A. Cervantes)
- Ni por favor (Rubén Fuentes y A. Cervantes)
- Si tú me quisieras (Rubén Fuentes y A. Cervantes)
- Creí (Chucho Monge)
- Respeta mi dolor (Marcela Galván)
- Mentira mentira (Saulo Sedano)
- Lamento borincano (Rafael Hernández Marín)
- Despedida (Pedro Flores)
- Media vuelta (José Alfredo Jiménez)
- Mucho corazón (Emma Elena Valdelamar)
- Amigo organillero (Rafael Carrión)
- Nobleza (Nicolás Jiménez Jáuregui)
- Esclavo y amo (José Vaca Flores)
- Entrega total (Abelardo Pulido)
- Llorarás llorarás (Rafael Ramírez Villarreal)
- En mi viejo San Juan (Noel Estrada)
- Bésame y olvídame (Beatriz Jiménez)
- Tómate una copa (Ramón Inclán)
- Payaso (Fernando Z. Maldonado)
- Amor de la calle (Fernando Z. Maldonado)
- Que seas feliz (Consuelo Velázquez)
- Y... (Mario de Jesús)
- El loco (Víctor Cordero)
- Sabrás que te quiero (Teddy Fregoso)
- Cuatro cirios (Federico Baena)
- Si Dios me quita la vida (Luis Demetrio)
- Regálame esta noche (Roberto Cantoral)
- Gema (Güicho Cisneros)
- Ojitos traidores (Jorge Gallarzo)
- Ya no me quieres (María Grever)
- Todo y nada (Vicente Garrido)
- Se te olvida (Álvaro Carrillo)
- Vagar entre sombras (José Dolores Quiñones)
- Cenizas (Manuel "Wello" Rivas)
- Lágrimas de amor (Raúl Shaw Moreno)
- Carabela (Graciela Olmos)
- Espumas (Jorge Villamil)
- Sombras (José María Contursi)
- Me recordarás (Adolfo Salas)
- Yo te quise (Claudio Estrada)
- Incertidumbre (Gonzalo Curiel)
- Viajera (Luis Arcaraz y Mario Molina Montes)
- Oración Caribe (Agustín Lara)
- Falsa (Joaquín Pardave)
- Cada Vez Y Cada vez (José José)